# Atte Engren
Atte Engren, född 19 februari 1988 i Raumo, är en finländsk professionell ishockeymålvakt.